# Engelska parken, Jerevan
Engelska parken (armeniska: Անգլիական այգի, Angliakan aygi) är en allmän park i Jerevan i Armenien. Den ligger vid Italiengatan strax söder om Republikens plats i distriktet Kentron och har en yta på 5,5 hektar. 
Engelska parken är en av Jerevans äldsta parker. Den började anläggas på 1860-talet av generalmajor Mikail Astafjev, som var guvernör i Guvernementet Erivan. Parken renoverades 1910. År 1920 utkämpades i parken den första fotbollsmatchen i Armenien, vilken var mellan lag från Jerevan och från Alexandropol.
I kanterna av parken ligger Sundukjan statliga teater, Frankrikes ambassad, Italiens ambassad och ett hotell.
En staty över Gabriel Sundukjans fiktiva teaterpjäsrollfigur, fiskaren Pepo, skapad av G. Aharonyan i basalt, restes 1976.
Pepo filmatiserades som Armeniens första ljudfilm 1935 av Hamo Beknazarian. Det finns också ett porträtthuvud över Gabriel Sundukjan.

## Bildgalleri

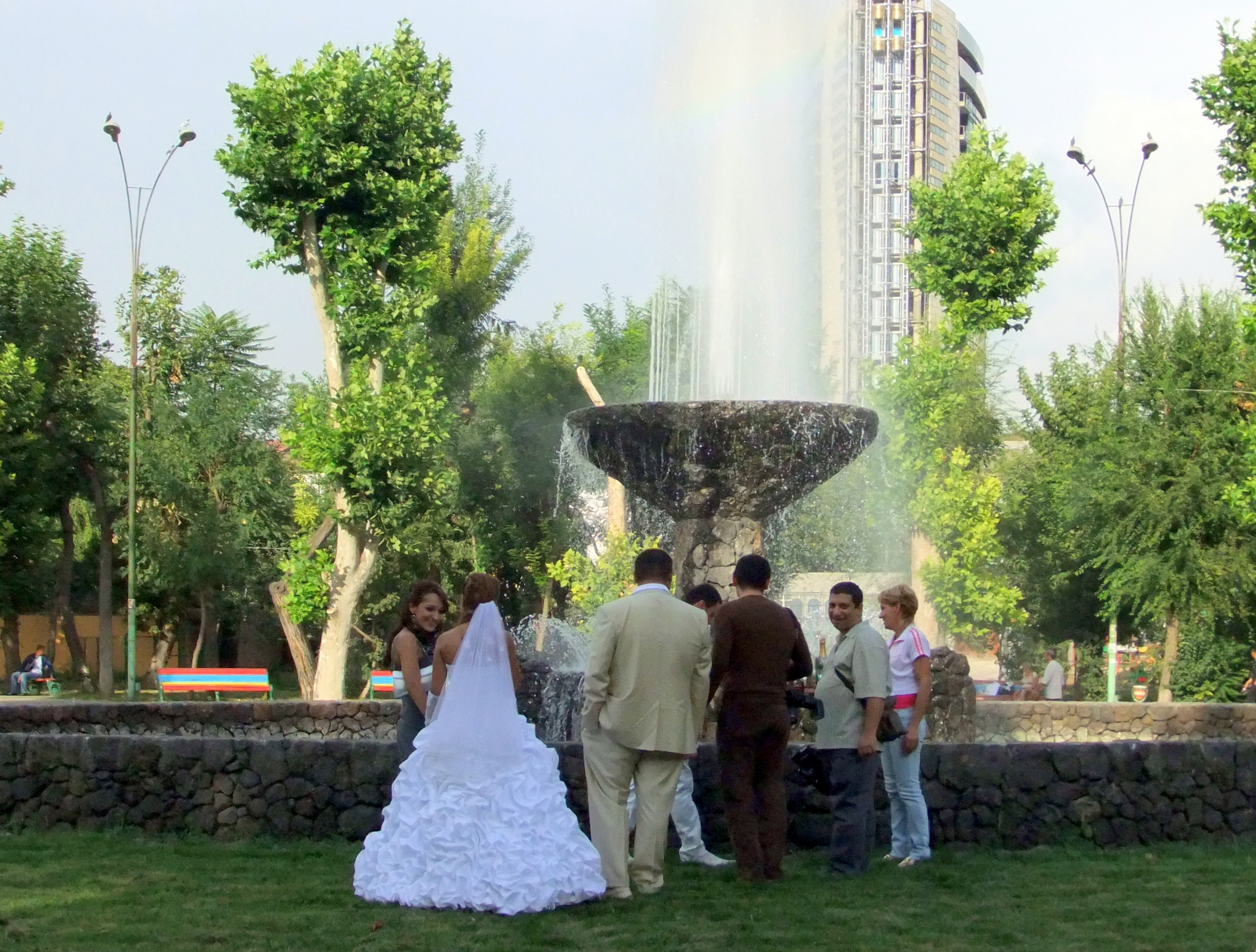
Fotografering av brudpar vid fontänen
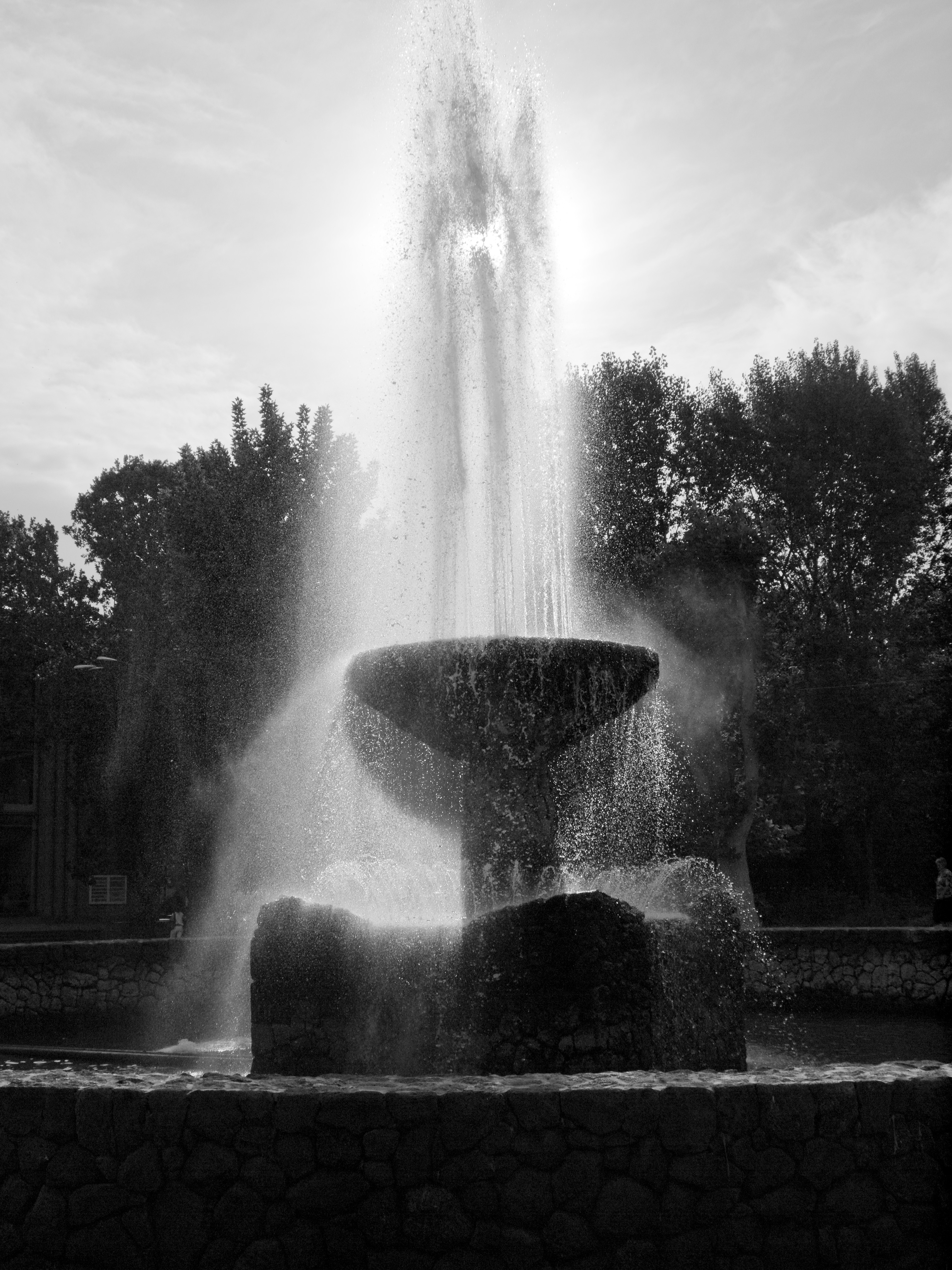
Fontänen
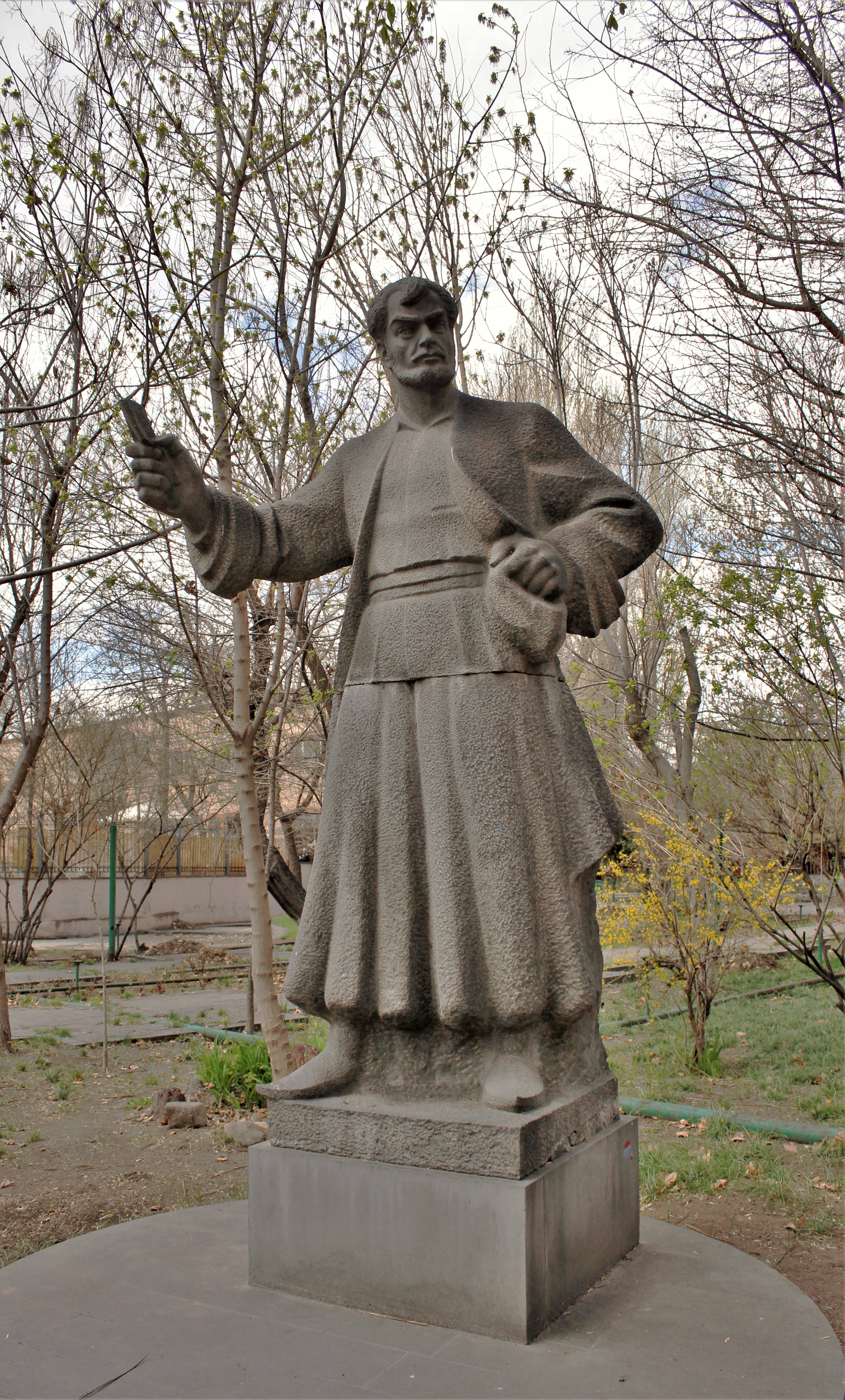
Staty över Pepo
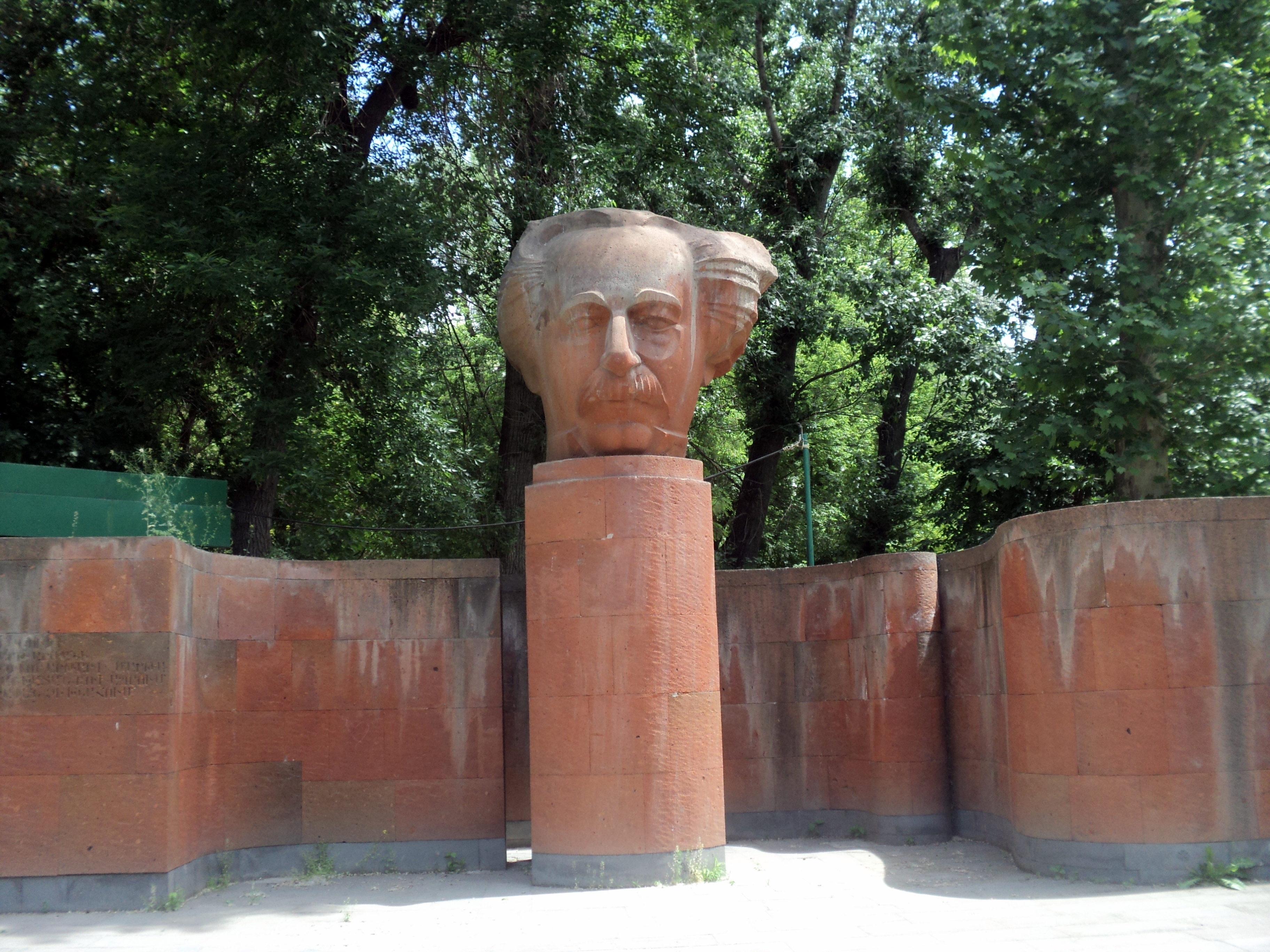
Porträtthuvud över Gabriel Sundukjan
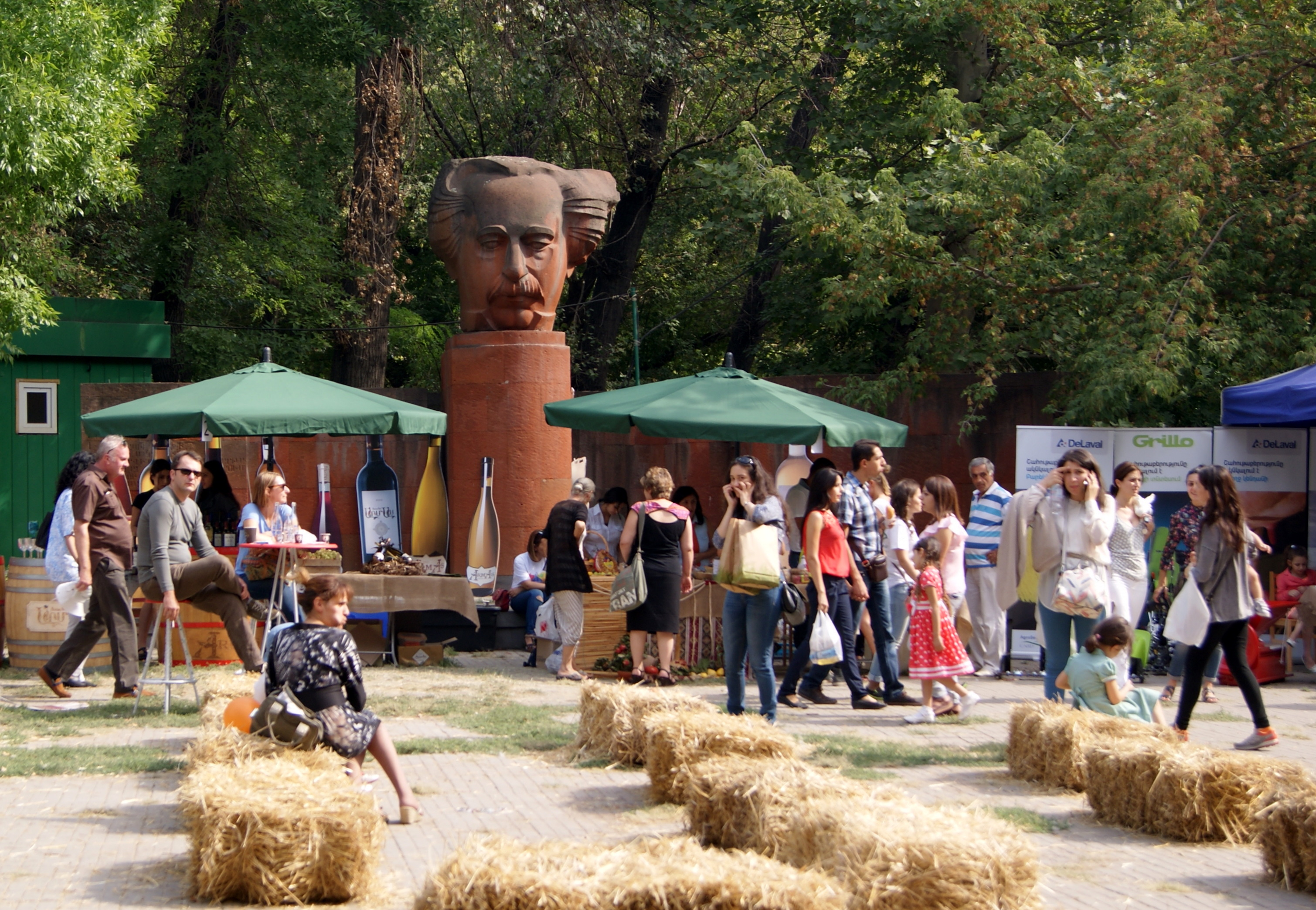
Traditionsfestival vid bysten över Gabriel Sundukjan, 2015
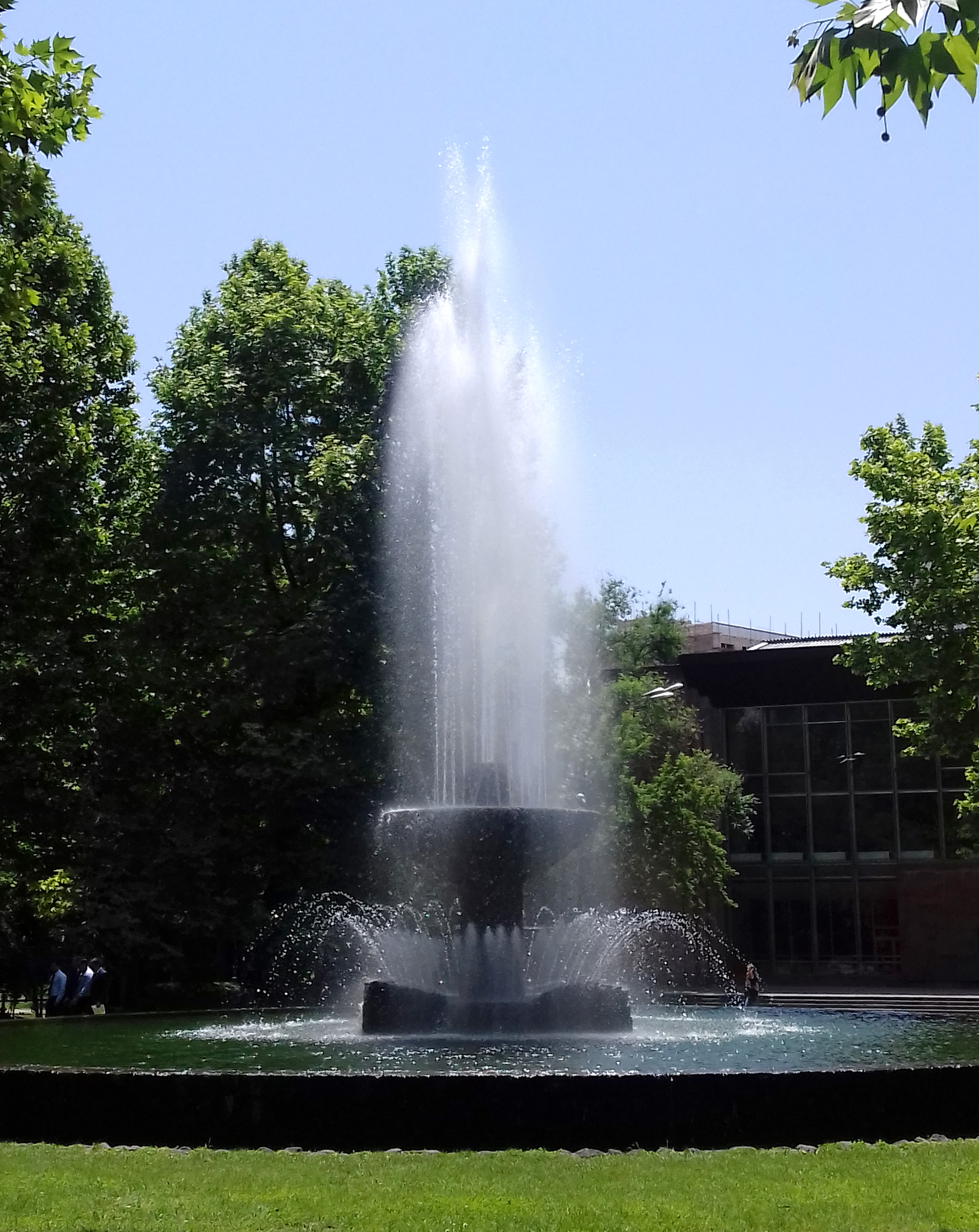
Fontänen